# Panamerikanische Spiele 1999/Teilnehmer (Uruguay)
| Gelbes Symbol für Goldmedaillen mit stilisierten Olympischen Ringen | Graues Symbol für Silbermedaillen mit stilisierten Olympischen Ringen | Braundes Symbol für Bronzemedaillen mit stilisierten Olympischen Ringen |
| ------------------------------------------------------------------- | --------------------------------------------------------------------- | ----------------------------------------------------------------------- |
| —                                                                   | 1                                                                     | 3                                                                       |

Uruguay nahm an den XIII. Panamerikanischen Spielen 1999 in Winnipeg, Kanada, mit einer Delegation von 122 Sportlern teil. 
Die uruguayischen Sportler gewannen im Verlauf der Spiele insgesamt vier Medaillen, davon eine Silberne sowie drei Bronzene.

## Teilnehmer nach Sportarten

### Basketball
- Bruno Abratansky
- Martín Suárez
- Adrián Bertolini
- Jorge Cabrera
- Hugo Vázquez
- Diego Castrillón
- Diego Losada
- Nicolás Mazzarino
- Oscar Moglia
- Luis Silveira
- Marcel Bouzout
- Pablo Morales

### Eislauf
- Karina Rocha
Tanz: 2. Platz (Silber)
- Germán Alves
Tanz: 2. Platz (Silber)
- Ana Claudia Ibarra

### Fechten
- Daniel Olivera
- Pablo Odella
- Florencia Navatta
- Ma. Victoria Díaz

### Fußball
- Martín Gongora
- Mauro Basualdo
- Williams Airala
- Mario Pascale
- Marcos Shur
- Fernando Daghero
- Luis Maseda
- Richar Albin
- Rafael Muniz
- Sergio González
- William Da Costa
- Julio Rodríguez
- Jorge Reyna
- Ruben Morán
- Andrés Larre Pérez
- Jorge Rodríguez
- Carlos González
- Mariano Bogliacino

- - Uruguay schied in der Vorrunde als Gruppenletzter aus. Die Mannschaft war eine Auswahl aus Spielern der OFI.[1]

### Gewichtheben
- Sergio Lafuente
- Edward Silva

### Handball

#### Damenmannschaft
- Silvana Renom
- Luciana Restuccia
- Ma. José Del Campo
- Daniela Fuentes
- María C. Del Campo
- Mercedes Amor
- N’Haloy Laicouschi
- Jussara Castro
- María I. Crocci
- Silvana De Armas
- Sofía Griot
- Lorena Estefanell
- Lucía Curbelo

#### Herrenmannschaft
- Sebastián Bolla
- Daniel Schneider
- Maximiliano Gratadoux
- Pablo Montes
- Luis Pelloni
- Gonzalo Gómez
- Martín Montemurro
- C. Van Rompaey
- Ignacio Mahia
- Gastón Balleto
- Mauricio Sapiro
- Joaquín Santoro
- Gonzalo Graña

### Hockey
- Horacio Bertone
- Adrián Zecharies
- Sebastián Urrutia
- Antonio Pita
- Richard Flores
- Daniel Miranda
- José Debali
- Pablo Staricco
- Federico Anido
- Daniel Wolff

### Judo
- Milton Terra
- Alvaro Paseyro

### Kanu
- Marcelo D’Ambrosio

### Karate
- Manuel Costa
Kumite Kategorie +80 kg: 3. Platz (Bronze)
- Pablo Layerla
- Jony Martínez
- Paola Loitey

### Leichtathletik
- Néstor García
- Mónica Falcioni
- Heber Viera
- Deborah Gyurcsek
Stabhochsprung: 3. Platz (Bronze) / 4,15 Meter
- Cristian Rosales
- Danielo Estefan

### Radsport
- Federico Moreira
- Gregorio Bare
- Milton Wynants
Punktefahren: 3. Platz (Bronze)
- Tomas Margaleff

### Reiten
- Jorge Fernández
- Edison Quintana
- Pablo Núñez
- Federico Daners
- Federico Fernández
- Fernando Amado
- Hugo Garciacelay
- Ricardo Monge

### Ringen
- William Fernández

### Rudern
- Martín Pesce
- Jesús Posse
- Martín Simoncelli
- Rúben Scarpatti
- Pablo Gutiérrez

### Schießen
- Luis Méndez
- Roberto Fandiño
- Luis Pérez

### Schwimmen
- Claudia Campiño
- Diego Gallo
- Francisco Picasso
- Elena Casal

### Segeln
- Adolfo Carrau
- Ricardo Fabini
- Ignacio Saralegui

### Tennis
- Enrique Dondo
- Gonzalo Rodríguez

### Triathlon
- Bruno Nantes

### Turnen
- M. Del Carmen Laurino
- Rossina Castelli
- Eugenia Tambler